# Колльєр Тауншип (округ Аллегені, Пенсільванія)
Колльєр Тауншип (англ. Collier Township) — селище (англ. township) в США, в окрузі Аллегені штату Пенсільванія. Населення — 8935 осіб (2020).

## Демографія
Згідно з переписом 2010 року, у селищі мешкало 7080 осіб у 3095 домогосподарствах у складі 2049 родин. Було 3366 помешкань
Расовий склад населення:
| - 94,3 % — білих - 3,3 % — азіатів - 1,3 % — чорних або афроамериканців - 0,1 % — вихідців з тихоокеанських островів |

До двох чи більше рас належало 0,8 %. Частка іспаномовних становила 1,0 % від усіх жителів.
За віковим діапазоном населення розподілялося таким чином: 18,8 % — особи молодші 18 років, 60,9 % — особи у віці 18—64 років, 20,3 % — особи у віці 65 років та старші. Медіана віку мешканця становила 47,0 року. На 100 осіб жіночої статі у селищі припадало 95,4 чоловіків;  на 100 жінок у віці від 18 років та старших — 91,6 чоловіків також старших 18 років.
Середній дохід на одне домашнє господарство  становив 91 889 доларів США (медіана — 66 090), а середній дохід на одну сім'ю — 109 699 доларів (медіана — 82 553). Медіана доходів становила 55 717 доларів для чоловіків та 41 884 долари для жінок. За межею бідності перебувало 5,7 % осіб, у тому числі 10,5 % дітей у віці до 18 років та 6,4 % осіб у віці 65 років та старших.
Цивільне працевлаштоване населення становило 3890 осіб. Основні галузі зайнятості: освіта, охорона здоров'я та соціальна допомога — 22,7 %, роздрібна торгівля — 12,4 %, науковці, спеціалісти, менеджери — 12,2 %.